# Le Mousquetaire de la reine (film, 1909)
Cet article concerne film de Méliès. Pour l'opéra, voir Les Mousquetaires de la reine (opéra).
Ne doit pas être confondu avec Les Mousquetaires de la reine (film, 1903).
Pour plus de détails, voir Fiche technique et Distribution.
Le Mousquetaire de la reine est un film français réalisé par Georges Méliès, sorti en 1909.

## Fiche technique
- Titre : Le Mousquetaire de la reine
- Pays :  France